# PRENCOの気分は☆グルービー!!!
『PRENCOの気分は☆グルービー！！！』は、2013年4月4日から2014年3月26日まで放送されていたTOKYO FMのラジオ番組。
放送開始から9月26日までは毎週木曜日26時30分〜27時の時間に、10月2日から最終回までは毎週水曜日25時30分〜25時55分に放送していた。

## 概要
秋葉原のライブカフェスペース"TwinBox AKIHABARA"に訪れたゲスト（師匠）を楽屋に招き、PRENCO（八木栞里、鹿島みう、梅垣芽衣子）の3人がアイドルに必要なことを学ぶトーク番組。
毎回エイティーズに特化した選曲とオープニングとエンディングではラジオドラマ的なコントが繰り広げられる。

## パーソナリティ
八木栞里（やぎ しおり）
PRENCOのリーダー。4月2日生まれ。A型の16歳。趣味は、カラオケとガーデニング。特技は、絶対音感と料理。髪の色はブラウン。
鹿島みう（かしま みう）
8月23日生まれ。O型の15歳。趣味は買い物とダーツ。特技はダンスと水泳。髪の色はイエロー。
梅垣芽衣子（うめがき めいこ）
12月10日生まれ。AB型年齢不詳。趣味は お絵かき とパズル、特技はあやとりと書道。髪の色はブルー。

## 出演ゲスト
- サンキュータツオ  (第2回、第27回／28回放送。　4月11日、10月2日／10月9日放送)
- 森田釣竿  (第3回。4月18日放送)
- 成田童夢  (第4回。4月25日放送)
- どぶろっく  (第5回。5月2日放送)
- バニラビーンズ  (第6回。5月9日放送)
- テクマ！　テクノ歌手。  (第7回。5月16日放送)
- 石原壮一郎  (第8回。5月23日放送)
- m.c.A・T  (第9回。5月30日放送)
- もふくちゃん  (第10回。6月6日放送)
- HONDALADY  (第11回。6月13日放送)
- グレート義太夫　(第12回。6月20日放送)
- 春風亭一之輔　(第13／14回。 6月27日／7月4日放送) 初の2週連続出演となった。
- hy4 4yh　(第15回。7月11日放送)
- 居島一平　(第16回。7月18日放送)
- ドドん　(第17回。7月25日放送)
- サエキけんぞう　(第18回。8月1日放送)
- JOJO広重　(第19回。8月8日放送)
- アイビー茜　占い師。  (第20回。8月15日放送)
- 中村シュフ　主夫芸人。  (第21回。8月22日放送)
- 加茂啓太郎　EMIミュージック・ジャパンの新人開発セクション「グレート・ハンティング」のチーフ・プロデューサー。　(第22回。8月29日放送)
- 高橋芳朗　(第23回。9月5日放送)
- プー・ルイ(BiS)  (第24／25回。9月12日／9月19日放送) 2週目は「蔵出し」扱い。
- 桜雪　(第26回。9月26日放送)
- 光上せあら  (第29／30回。10月16日／10月23日放送)
- クロちゃん  (第31／32回。10月30日／11月6日放送)
- 萩原舞・矢島舞美(℃-ute)  (第33／34回。11月13日／11月20日放送)
- 宍戸留美  (第35／36回。11月27日／12月4日放送)
- 志村理佳・田中美麗(SUPER☆GiRLS)  (第37／38回。12月11日／12月18日放送)
- 中西香菜・竹内朱莉(スマイレージ)  (第40／41回。1月1日／1月8日放送)
- 町あかり  (第42／43回。1月15日／1月22日放送)
- 酒井法子  (第44／45回。1月29日／2月5日放送)
- RAM RIDER  (第46／47回。2月12日／2月19日放送)
- 寺嶋由芙  (第47／48回。2月26日／3月5日放送)
- 秋元真夏・中田花奈(乃木坂46)  (第49／50回。3月12日／3月19日放送)

第1回、第39回（「PRENCOのどき！女の子だらけのクリスマスパーティ」回）、第51回（最終回）はゲストなし。